# Avstro-Ogrski vstop v prvo svetovno vojno
Avstro-Ogrska je 28. julija 1914 sprožila prvo svetovno vojno, potem, ko je napovedala vojno Srbiji. V nekaj dneh so začeli veljati dolgoletni mobilizacijski načrti, da bi sprožili invazije ali se zaščitili pred njimi, Rusija, Francija in Velika Britanija pa so se postavile v boj proti Avstro-Ogrski in Nemčiji v tistem obdobju, ki se je imenovalo "Velika vojna", kasneje pa je bila imenovano "Svetovna vojna" ter nato "Prva svetovna vojna." Avstrija je razmišljala o eni majhni omejeni vojni, ki bi vključevala samo dve državi. Ni načrtovala širše vojne, ki je izbruhnila v nekaj dneh.      
Britanski zgodovinar John Zametica je trdil, da je za začetek vojne v prvi vrsti odgovorna Avstro-Ogrska, saj so njeni voditelji verjeli, da je uspešna vojna proti Srbiji edini način, da ostane velika sila, reši globoke notranje spore, ki so jih povzročile madžarske zahteve, in ponovno pridobi vpliv na Balkanu. Drugi, predvsem prof. Christopher Clark, so trdili, da se je Avstro-Ogrska soočila s sosedo, ki je bila odločena spodbujati nenehne nemire in na koncu pridobiti vse »srbske« naseljene dežele monarhije (ki so po vsesrbskem mnenju  vključevali celotno Hrvaško, Dalmacijo, Bosno in Hercegovino in nekatere južne županije Madžarske (kar približno ustreza današnji Vojvodini), katerih vojska in vlada sta bili prepleteni z teroristično skupino, znano kot "Črna roka" in ni bilo videti praktične alternative uporabe sile za odpravo tega, kar je pomenilo subverzijo iz Srbije, usmerjeno na velik del njenih ozemelj. V tej perspektivi Avstrija ni imela druge izbire, kot da verodostojno zagrozi z vojno in prisili srbsko ljudstvo, če želi ostati velika sila.
Stališče ključnih oseb v "vojni stranki" znotraj carske vlade in številnih vojaških voditeljev v Rusiji, da je Nemčija namerno silila Avstro-Ogrsko k napadu na Srbijo, da bi imela izgovor za vojno z Rusijo in Francijo, ki ga je podal nemški zgodovinar Fritz Fischer, od 60. let dvajsetega stoletja naprej večinoma zgodovinarji ne sprejemajo več. Eden ključnih dejavnikov izbruha vojne sta bili dve ključni napačni percepciji, ki sta si radikalno nasprotovali: ključni nemški odločevalci so se prepričali, da bo Rusija sprejela avstrijski protinapad na Srbijo, in niso bili pripravljeni na splošno evropsko vojno ali si prizadevali zanjo (še posebej zato, ker se je Rusija umaknila v obeh prejšnjih krizah, leta 1908, in ponovno zaradi Albanije oktobra 1913); obenem so najpomembnejši ruski odločevalci na vsak odločen avstrijski odgovor gledali kot na nujno narekovan ukaz v Berlinu in kot dokaz aktivne nemške želje po vojni z ruskim carstvom.
Pred začetkom vojne z Nemčijo ni bilo resnega skupnega vojaškega načrtovanja – in malo tudi med samo vojno, saj voditelji na Dunaju niso zaupali nemškim voditeljem.  